# Empis parvula
Empis parvula är en tvåvingeart som beskrevs av Christophe Daugeron och Patrick Grootaert 2005. Empis parvula ingår i släktet Empis och familjen dansflugor. Inga underarter finns listade i Catalogue of Life.